# Centro Tecnico Piermario Morosini
Il centro tecnico Piermario Morosini è stato il centro sportivo di allenamento del Vicenza Calcio dal 2006 fino al fallimento della società precedente.
Ospitava inoltre la preparazione e le gare del settore Primavera.

## Caratteristiche
La struttura polifunzionale è stata concepita dall'architetto Pier Davide Pivetti, ed inaugurata nel novembre 2006. Si sviluppa su un'area complessiva di 65.0000 m² alle porte del comune di Isola Vicentina, circa a 13 km dal capoluogo.
Il complesso si divide in due unità simmetriche, una riservata alla prima squadra con spogliatoi, magazzino, sale mediche, palestra e annessi uffici dirigenziali, sale riunioni e una sala conferenze, ed una dedicata al settore giovanile con i medesimi servizi, oltre ad una palestra regolamentare per il lavoro all'interno e i maggiori eventi.
All'esterno sono presenti 5 campi per gli allenamenti, di cui 4 in erba e uno ulteriore in terra rossa.

### Intitolazione
(Anna Vavassori, fidanzata di Piermario)
Il 14 aprile 2013 il centro è stato dedicato a Piermario Morosini, giocatore biancorosso per diverse stagioni, morto nel 2012.
La cerimonia di intitolazione ha visto la presenza di tutta la dirigenza, staff tecnico e Prima Squadra del Vicenza. All'ingresso è stata posta una targa intitolata a Piermario scoperta congiuntamente dal presidente del Vicenza e dai genitori di Eugenio Bortolon, tifoso di Isola Vicentina morto il 29 maggio 2009 precipitando dagli spalti della Curva dello Stadio Tardini di Parma.
Annualmente, in sua memoria, nei terreni del centro, viene giocato un torneo di calcio giovanile al quale partecipano società di serie A e B.

### Chiusura
A seguito del fallimento societario, il Centro Tecnico, che nel frattempo era divenuto di proprietà della società Sporting srl (fallita anch'essa) per quanto riguarda la struttura e River srl per quanto riguarda i campi, è stato abbandonato. 
Nel maggio 2022 viene rilevato all'asta fallimentare dal Comune di Isola Vicentina per 330.000 €.